# Sulpicio Vittore
Sulpicio Vittore (in latino Sulpicius Victor; fl. IV secolo) è stato un retore romano.

## Opere
L'unica opera nota di Sulpicio Vittore sono le Instutiones oratoriae, un manuale di retorica dedicato al genero Marco Silone. L'unico manoscritto di quest'opera è andato perduto, dunque l'unica fonte disponibile è l'editio princeps, stampata a Basilea nel 1521.
Il testo delle Intitutiones oratoriae fu edito, come detto, per la prima volta a Basilea da Iohannes Frobenius, nel 1521; l'editore afferma di aver tratto il testo da un manoscritto della cattedrale di Spira. L'edizione critica più recente è quella di Karl Halm, nella sua opera miscellanea Rhetores latini minores (Leipzig 1863). 

## Edizioni
- Antiqui rhetores latini, ed. Petrus Pithoeus, Paris 1599
- Antiqui rhetores latini e Francisci Pithoei bibliotheca olim editi. Recognovit, emendavit, notis auxit Claudius Capperonnerius ... - Argentorati, Sumtibus Jo. Gothofr. Baueri, literis Joh. Henrici Heitzii, Univ. Typog, 1756.
- Carolus [= Karl] Halm (ed.), Rhetores latini minores, Lipsiae, in aedibus BG Teubneri, 1863.
- Rainer Jakoby (ed.), Sulpicius Victor. Institutiones oratoriae, Berlin - New York, De Gruyter, 2021.